# Dầu cà luân
Dầu cà luân (danh pháp khoa học: Dipterocarpus kerrii) là cây thuộc họ Dầu, đặc hữu của khu vực từ Ấn Độ (quần đảo Andaman và quần đảo Nicobar) đến Indonesia (Kalimantan và Sumatra), bán đảo Malaysia, Myanmar, Philippines, Thái Lan và Việt Nam.
Cây cao đến 40 m, đường kính thân có thể đạt 100 cm, thậm chí là 150 cm, lá hình trái xoan rộng. Tại Việt Nam, cây phân bố hẹp và rất hiếm.
Cây dầu cà luân thường có mặt trong rừng dầu thấp thường xanh hoặc nửa rụng lá. Cây cho gỗ và tinh dầu. Trong tinh dầu của cây dầu cà luân chủ yếu chứa hoạt chất α-gurjunen.
Tên khoa học của cây này được đặt theo tên một nhà thực vật học người Ailen là A.F.G. Kerr (1877-1942).